# Al Thornton
Willie Alford «Al» Thornton (Perry, Georgia, 7 de diciembre de 1983) es un jugador de baloncesto estadounidense que pertenece a la plantilla del Peñarol de Mar del Plata de la Liga Nacional de Básquet de Argentina. Mide 2,03 metros de estatura y juega en la posición de alero.

## Carrera

### Universidad
Thornton jugó cuatro temporadas en la Universidad de Florida State, siendo nombrado en su año sénior en el tercer equipo del All-American tras promediar 19,7 puntos y 7,2 rebotes en 35 partidos. En su temporada júnior formó parte del segundo quinteto del All-American y de la Atlantic Coast Conference, además del mejor quinteto del distrito con promedios de 16,1 puntos por encuentro. Como sophomore firmó 9,1 puntos, segundo del equipo en anotación, y un 54,3% en tiros de campo. Realizó su mejor partido en la NCAA como júnior ante Boston College Eagles y Duke Blue Devils al anotar 37 puntos, aunque en ambos partidos finalizaron con derrota.

### NBA

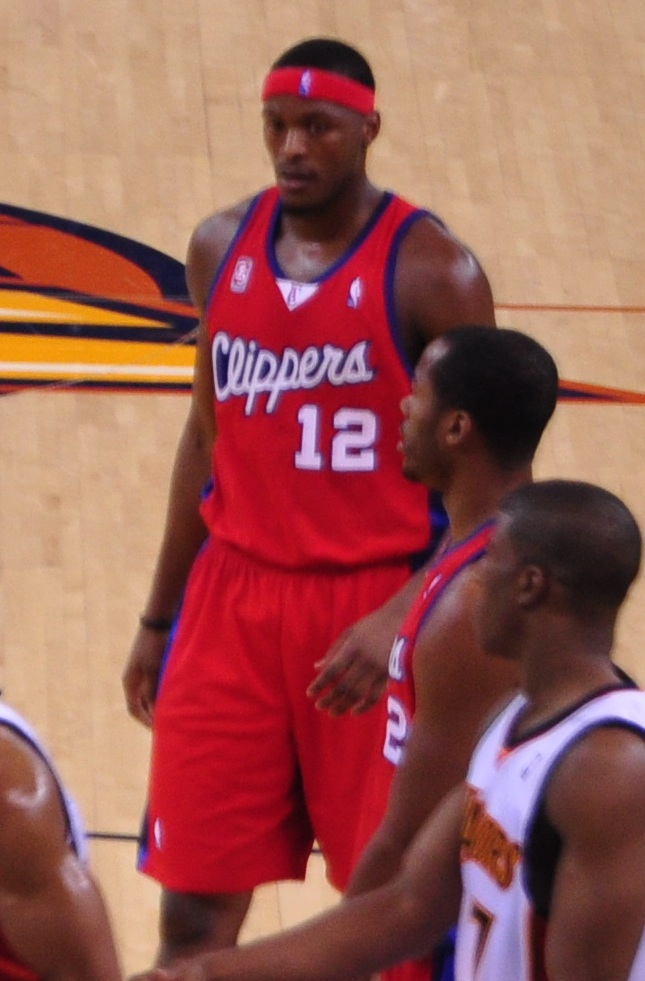
Thornton con los Clippers en 2009.

El 28 de junio de 2007 fue seleccionado por Los Angeles Clippers en la 14.ª posición del Draft de 2007. Acabó la temporada promediando 12,7 puntos y 4,5 rebotes, lo que le supuso ser incluido en el Mejor quinteto de rookies de la NBA.
Después de dos años en Los Ángeles, el 17 de febrero de 2010, Thornton fue traspasado a Washington Wizards como parte de un intercambio a tres bandas, en el que Žydrūnas Ilgauskas, una primera ronda del draft de 2010 y los derechos de Emir Preldžič se marchaban desde Cleveland Cavaliers a Washington; Antawn Jamison desde Washington a Cleveland; Drew Gooden de Washington a Los Angeles Clippers y Sebastian Telfair de Los Ángeles a Cleveland.
El 11 de marzo de 2011, fue cortado por los Wizards. Pero, el 3 de marzo, firmó contrato con Golden State Warriors.

### Puerto Rico y China
El 19 de febrero de 2012, firma con los Brujos de Guayama de la liga de baloncesto de Puerto Rico, la Baloncesto Superior Nacional.
El 29 de septiembre se marchó a China a jugar con los Zhejiang Lions de la CBA. Pero se lesionó en diciembre y tuvo que volver.
Los Xinjiang Flying Tigers lo sumaron a su plantilla en octubre de 2013, sin embargo rescindieron su contrato poco después, sin darle la oportunidad de actuar en ningún juego oficial con la franquicia. 
En marzo de 2014, volvió a Puerto Rico a firmar con los Brujos de Guayama.

### Filipinas
El 2 de enero de 2015, se unió a los NLEX Road Warriors de la Philippine Basketball Association (PBA). Equipo con quien disputó la PBA Commissioner's Cup entre febrero y mayo de 2016.
En verano de 2016 formó parte de la plantilla de los Mighty Sports PH, de también Filipinas, para la Copa William Jones de 2016, la cual ganaron con Thornton siendo incluido en el quinteto ideal del torneo.

### Japón
A fines de febrero de 2018, luego de haber jugado un mes y medio en la Argentina como parte de Salta Basket, se marchó a Japón a firmar con los Shimane Susanoo Magic de la B.League. Con ese equipo disputaría 21, promediando 15.4 puntos y 4.9 rebotes por encuentro. 

### Uruguay y Corea
Thornton se unió al Club Atlético Aguada durante la temporada 2018-19 y si bien en principio no logró convencer en cuanto a su rendimiento, fue pieza fundamental para que consiguieran el campeonato esa temporada, anotando un triple sobre la bocina en el partido 1 para darles la victoria y consiguiendo 26 puntos (16 de 16 en tiros libres) en el séptimo partido de las finales frente a Malvin.
Al término de la temporada se marcha a jugar al Busan KT Sonicboom de la Liga de baloncesto de Corea, pero el 4 de febrero de 2020 anunció su regreso a Aguada como refuerzo del equipo de cara a los playoffs. Renovando por una temporada más, el 7 de agosto de 2021.

### Argentina y Uruguay
El 1 de septiembre de 2021, firma con Peñarol de Mar del Plata de la Liga Nacional de Básquet (LNB) por una temporada.
En mayo de 2022, firma de nuevo con Club Atlético Aguada de la Liga Uruguaya de Básquetbol, su tercer paso por el equipo. Al término de la misma, en junio de 2022, regresa a Peñarol.

## Estadísticas de su carrera en la NBA

### Temporada regular
| Año     | Equipo       | PJ  | PT  | MPP  | %TC  | %3P  | %TL  | RPP | APP | ROB | TPP | PPP  |
| ------- | ------------ | --- | --- | ---- | ---- | ---- | ---- | --- | --- | --- | --- | ---- |
| 2007–08 | LA Clippers  | 79  | 31  | 27.3 | .429 | .331 | .743 | 4.5 | 1.2 | .6  | .5  | 12.7 |
| 2008–09 | LA Clippers  | 71  | 67  | 37.4 | .446 | .253 | .754 | 5.2 | 1.5 | .8  | .9  | 16.8 |
| 2009–10 | LA Clippers  | 51  | 30  | 27.5 | .478 | .357 | .741 | 3.8 | 1.2 | .5  | .4  | 10.7 |
| 2009–10 | Washington   | 24  | 16  | 28.1 | .463 | .353 | .694 | 4.3 | 1.2 | .8  | .5  | 10.7 |
| 2010–11 | Washington   | 49  | 23  | 21.8 | .471 | .160 | .757 | 3.2 | 1.0 | .6  | .2  | 8.0  |
| 2010–11 | Golden State | 22  | 0   | 14.3 | .490 | .000 | .829 | 2.6 | .5  | .3  | .1  | 6.0  |
| Total   | Total        | 296 | 167 | 28.0 | .452 | .293 | .747 | 4.2 | 1.2 | .6  | .5  | 11.9 |

## Vida personal
Es hijo de Alford y Philomena Thornton, y primo del también jugador profesional Marcus Thornton.